# Selección de fútbol de Eritrea
La selección de fútbol de Eritrea es el equipo representativo del país en las competiciones oficiales. Su organización está a cargo de la Federación Nacional de Fútbol de Eritrea, perteneciente a la CAF. Nació en 1993 tras su independencia. Previamente los jugadores de origen eritreo jugaban en la selección de Etiopía.

## Historia
Eritrea disputó su primer partido en condición de visitante ante Sudán el 26 de junio de 1992 en Jartum empatando 1-1. A pesar de no ser de las mejores selecciones en África, ha logrado dar sorpresas, como en la Clasificación para la Copa Africana de Naciones 2000, donde Eritrea tras pasar a la segunda fase tras ganar el partido de primera fase ante Etiopía por walkover, fue ubicada en el grupo 1, junto a Camerún y Mozambique. Eritrea logró pasar a los play-offs tras empatar 0-0 con Camerún, ganar 1-0 a Mozambique, y perder los dos partidos de visitante ante Mozambique por 3-1 y Camerún por 1-0. En los play-offs, se enfrentó a Senegal y a Zimbabue. En los 2 partidos de local, perdió 0-1 ante Zimbabue y 0-2 ante Senegal, y en los 2 partidos de visitante, perdió 6-2 ante Senegal y 4-0 ante Zimbabue, quedando última en el play-off.
Luego, fallaría en el resto de clasificatorias, hasta en la Clasificación para la Copa Africana de Naciones de 2008, donde Eritrea fue ubicada en el grupo 6, junto a Angola, Kenia y Suazilandia, siendo las dos primeras selecciones con mucho más historia futbolística que Eritrea, pero la selección del Mar Rojo logró dar la sorpresa, al derrotar 2-1 a Kenia de visitante en Nairobi y empatar 0-0 con Suazilandia en Asmara, Sin embargo, perdió 6-1 ante Angola en Luanda siendo su peor derrota histórica, luego empató 1-1 con Angola de local, y derrotó a Kenia 1-0 de local. 
No obstante, Eritrea el 9 de septiembre de 2007, dependía de ganar a Suazilandia de visitante en Manzini por un claro marcador de 9 goles o más, para superar a las selecciones de Uganda y Sudáfrica (esta última clasificaría al torneo). Sin embargo, Eritrea sólo logró obtener un empate 0-0, no clasificando finalmente al torneo, pero dejó buena impresión en el país.
Eritrea se retiró después de las clasificatorias a los torneos continentales de 2010 hasta la del 2015, por problemas económicos. Esto provocó la caída de la selección en el ranking FIFA, debido a que la selección del Mar Rojo no tenía muchos partidos que disputar, y no había continuidad en los jugadores al jugar. Los únicos partidos oficiales que pudo disputar Eritrea durante aquella declive, ha sido en las clasificatorias a Brasil 2014, en la primera ronda de las clasificatorias africanas, donde se enfrentó a Ruanda, en el 11 de noviembre de 2011, empatando 1-1, Luego en la vuelta, jugada en el 15 de noviembre del mismo año, Ruanda ganó por 3-1.
En diciembre del 2013, 9 jugadores de la selección y el entrenador del equipo, desaparecieron en Kenia, donde hasta hoy, no se sabe más de ellos.
El 10 de octubre de 2015, Eritrea jugó su primer partido oficial desde 2011, ante Botsuana, partido válido por las clasificatorias africanas a Rusia 2018, perdiendo por 0-2. En la vuelta, perdió por 3-1.
Durante estos años, Eritrea disputa esporadicamente la Copa CECAFA, campeonato jugado entre países de África central, como Kenia y Uganda. Su mejor posición fue haber obtenido el subcampeonato en 2019. En aquella edición quedó encuadrado en el grupo A junto con el anfitrión Uganda y las selecciones de Burundi, Yibuti y Somalia. Durante su campaña en el grupo venció a Burundi por 1-0 en su primer partido y continuó ganándole a Yibuti por 3-0, empatando 0-0 con Somalia y perdiendo 2-0 con Uganda, avanzando como segundo del grupo, en semifinales se enfrentó al puntero del grupo B, Kenia al cual derrotó sorpresivamente por 4-1 siendo su mejor victoria histórica y llegando a su primera final de la Copa CECAFA donde el rival era nuevamente el anfitrión Uganda cayendo ante este por 3-0.

## Últimos partidos y próximos encuentros
Actualizado al último partido jugado el 28 de mayo de 2025
| Fecha      | Ciudad   | Local   | Resultado | Visitante | Competición                     |
| ---------- | -------- | ------- | --------- | --------- | ------------------------------- |
| 04-09-2019 | Asmara   | Eritrea | 1:2       | Namibia   | Clasificación Copa Mundial 2022 |
| 10-09-2019 | Windhoek | Namibia | 2:0       | Eritrea   | Clasificación Copa Mundial 2022 |
| 09-12-2019 | Kampala  | Burundi | 0:1       | Eritrea   | Copa CECAFA 2019                |
| 11-12-2019 | Kampala  | Eritrea | 0:2       | Uganda    | Copa CECAFA 2019                |
| 13-12-2019 | Kampala  | Yibuti  | 0:3       | Eritrea   | Copa CECAFA 2019                |
| 15-12-2019 | Kampala  | Somalia | 0:0       | Eritrea   | Copa CECAFA 2019                |
| 17-12-2019 | Kampala  | Kenia   | 1:4       | Eritrea   | Copa CECAFA 2019                |
| 19-12-2019 | Kampala  | Uganda  | 3:0       | Eritrea   | Copa CECAFA 2019                |
| 25-01-2020 | Asmara   | Eritrea | 0:1       | Sudán     | Partido amistoso                |
| 26-05-2025 | Asmara   | Eritrea | 0:0       | Níger     | Partido amistoso                |
| 28-05-2025 | Niamey   | Níger   | 1:0       | Eritrea   | Partido amistoso                |

## Estadísticas

### Copa Mundial de Fútbol
| Copa Mundial de Fútbol | Copa Mundial de Fútbol  | Copa Mundial de Fútbol  | Copa Mundial de Fútbol  | Copa Mundial de Fútbol  | Copa Mundial de Fútbol  | Copa Mundial de Fútbol  | Copa Mundial de Fútbol  |
| Año                    | Ronda                   | J                       | G                       | E                       | P                       | GF                      | GC                      |
| ---------------------- | ----------------------- | ----------------------- | ----------------------- | ----------------------- | ----------------------- | ----------------------- | ----------------------- |
| 1930 - 1990            | No existía la selección | No existía la selección | No existía la selección | No existía la selección | No existía la selección | No existía la selección | No existía la selección |
| 1994                   | No participó            | No participó            | No participó            | No participó            | No participó            | No participó            | No participó            |
| 1998                   | No participó            | No participó            | No participó            | No participó            | No participó            | No participó            | No participó            |
| 2002                   | No clasificó            | No clasificó            | No clasificó            | No clasificó            | No clasificó            | No clasificó            | No clasificó            |
| 2006                   | No clasificó            | No clasificó            | No clasificó            | No clasificó            | No clasificó            | No clasificó            | No clasificó            |
| 2010                   | No participó            | No participó            | No participó            | No participó            | No participó            | No participó            | No participó            |
| 2014                   | No clasificó            | No clasificó            | No clasificó            | No clasificó            | No clasificó            | No clasificó            | No clasificó            |
| 2018                   | No clasificó            | No clasificó            | No clasificó            | No clasificó            | No clasificó            | No clasificó            | No clasificó            |
| 2022                   | No clasificó            | No clasificó            | No clasificó            | No clasificó            | No clasificó            | No clasificó            | No clasificó            |
| 2026                   | Se retiró               | Se retiró               | Se retiró               | Se retiró               | Se retiró               | Se retiró               | Se retiró               |
| 2030                   | Por disputarse          | Por disputarse          | Por disputarse          | Por disputarse          | Por disputarse          | Por disputarse          | Por disputarse          |
| 2034                   | Por disputarse          | Por disputarse          | Por disputarse          | Por disputarse          | Por disputarse          | Por disputarse          | Por disputarse          |
| Total                  | 0/23                    | -                       | -                       | -                       | -                       | -                       | -                       |

### Copa Africana de Naciones
| Copa Africana de Naciones | Copa Africana de Naciones | Copa Africana de Naciones | Copa Africana de Naciones | Copa Africana de Naciones | Copa Africana de Naciones | Copa Africana de Naciones | Copa Africana de Naciones |
| Año                       | Ronda                     | J                         | G                         | E                         | P                         | GF                        | GC                        |
| ------------------------- | ------------------------- | ------------------------- | ------------------------- | ------------------------- | ------------------------- | ------------------------- | ------------------------- |
| 1957 - 1992               | No existía la selección   | No existía la selección   | No existía la selección   | No existía la selección   | No existía la selección   | No existía la selección   | No existía la selección   |
| 1994                      | No participó              | No participó              | No participó              | No participó              | No participó              | No participó              | No participó              |
| 1996                      | No participó              | No participó              | No participó              | No participó              | No participó              | No participó              | No participó              |
| 1998                      | No participó              | No participó              | No participó              | No participó              | No participó              | No participó              | No participó              |
| 2000                      | No clasificó              | No clasificó              | No clasificó              | No clasificó              | No clasificó              | No clasificó              | No clasificó              |
| 2002                      | No clasificó              | No clasificó              | No clasificó              | No clasificó              | No clasificó              | No clasificó              | No clasificó              |
| 2004                      | No clasificó              | No clasificó              | No clasificó              | No clasificó              | No clasificó              | No clasificó              | No clasificó              |
| 2006                      | No clasificó              | No clasificó              | No clasificó              | No clasificó              | No clasificó              | No clasificó              | No clasificó              |
| 2008                      | No clasificó              | No clasificó              | No clasificó              | No clasificó              | No clasificó              | No clasificó              | No clasificó              |
| 2010                      | Se retiró                 | Se retiró                 | Se retiró                 | Se retiró                 | Se retiró                 | Se retiró                 | Se retiró                 |
| 2012                      | No participó              | No participó              | No participó              | No participó              | No participó              | No participó              | No participó              |
| 2013                      | No participó              | No participó              | No participó              | No participó              | No participó              | No participó              | No participó              |
| 2015                      | Se retiró                 | Se retiró                 | Se retiró                 | Se retiró                 | Se retiró                 | Se retiró                 | Se retiró                 |
| 2017                      | No participó              | No participó              | No participó              | No participó              | No participó              | No participó              | No participó              |
| 2019                      | No participó              | No participó              | No participó              | No participó              | No participó              | No participó              | No participó              |
| 2021                      | No participó              | No participó              | No participó              | No participó              | No participó              | No participó              | No participó              |
| 2023                      | Se retiró                 | Se retiró                 | Se retiró                 | Se retiró                 | Se retiró                 | Se retiró                 | Se retiró                 |
| 2025                      | No participó              | No participó              | No participó              | No participó              | No participó              | No participó              | No participó              |
| 2027                      | Por definir               | Por definir               | Por definir               | Por definir               | Por definir               | Por definir               | Por definir               |
| Total                     | 0/35                      | -                         | -                         | -                         | -                         | -                         | -                         |

## Selección local

### Campeonato Africano de Naciones
| Campeonato Africano de Naciones | Campeonato Africano de Naciones | Campeonato Africano de Naciones | Campeonato Africano de Naciones | Campeonato Africano de Naciones | Campeonato Africano de Naciones | Campeonato Africano de Naciones | Campeonato Africano de Naciones |
| Año                             | Ronda                           | J                               | G                               | E                               | P                               | GF                              | GC                              |
| ------------------------------- | ------------------------------- | ------------------------------- | ------------------------------- | ------------------------------- | ------------------------------- | ------------------------------- | ------------------------------- |
| 2009                            | No clasificó                    | No clasificó                    | No clasificó                    | No clasificó                    | No clasificó                    | No clasificó                    | No clasificó                    |
| 2011                            | Se retiró                       | Se retiró                       | Se retiró                       | Se retiró                       | Se retiró                       | Se retiró                       | Se retiró                       |
| 2014                            | Se retiró                       | Se retiró                       | Se retiró                       | Se retiró                       | Se retiró                       | Se retiró                       | Se retiró                       |
| 2016                            | No participó                    | No participó                    | No participó                    | No participó                    | No participó                    | No participó                    | No participó                    |
| 2018                            | No participó                    | No participó                    | No participó                    | No participó                    | No participó                    | No participó                    | No participó                    |
| 2021                            | No participó                    | No participó                    | No participó                    | No participó                    | No participó                    | No participó                    | No participó                    |
| 2023                            | No participó                    | No participó                    | No participó                    | No participó                    | No participó                    | No participó                    | No participó                    |
| 2025                            | Se retiró                       | Se retiró                       | Se retiró                       | Se retiró                       | Se retiró                       | Se retiró                       | Se retiró                       |
| Total                           | 0/8                             | -                               | -                               | -                               | -                               | -                               | -                               |

## Entrenadores
- Tekie Abraha (1991–1996)
- Moshir Muhammed Osman (1998–1999)[7][8][9][10][11]
- Yılmaz Yücetürk (2000–2002)[12]
- Negash Teklit (2002)[13][14]
- Vojo Gardašević (2002)[15]
- Tekie Abraha (2003)[16][17]
- Dorian Marin (2006)[18][19]
- René Feller (2007–2008)[20]
- Negash Teklit (2009–2015)[21][22]
- Omar Ahmed Hussein (2013)[23]
- Alemseged Efrem (2015–)[3]

## Jugadores

### Última convocatoria
| No. | Pos. | Jugador             | Fecha de nacimiento (edad)         | Apa. | Goles | Club                     |
| --- | ---- | ------------------- | ---------------------------------- | ---- | ----- | ------------------------ |
| 1   | POR  | Kibrom Solomon      | 10 de septiembre de 2000 (24 años) | 9    | 0     | Denden                   |
| 13  | POR  | Abdulahi Abdurahman | 01 de enero de 1988 (37 años)      | 3    | 0     | Red Sea                  |
|     |      |                     |                                    |      |       |                          |
| 2   | DEF  | Eyob Girmay         | 12 de noviembre de 1996 (28 años)  | 8    | 0     | Denden                   |
| 3   | DEF  | Filmon Tumzghi      | 24 de marzo de 1993 (32 años)      | 8    | 0     | Red Sea                  |
| 4   | DEF  | Robel Teklemichael  | 24 de julio de 2000 (24 años)      | 8    | 0     | Ethiopian Coffee         |
| 5   | DEF  | Herman Fessehaye    | 10 de noviembre de 2000 (24 años)  | 2    | 0     | Red Sea                  |
| 17  | DEF  | Ablelom Teklezgi    | 01 de septiembre de 1996 (28 años) | 8    | 0     | Campbell Fighting Camels |
|     |      |                     |                                    |      |       |                          |
| 6   | MED  | Abel Okray          | 20 de noviembre de 1996 (28 años)  | 0    | 0     | Denden                   |
| 7   | MED  | Yonas Solomon       | 21 de junio de 1994 (31 años)      | 7    | 0     | Al Khartoum              |
| 8   | MED  | Samiyuma Alexander  | 16 de mayo de 1991 (34 años)       | 4    | 0     | Lannion                  |
| 11  | MED  | Senai Hagos         | 2 de diciembre de 1992 (32 años)   | 1    | 0     | Åsane                    |
| 16  | MED  | Mohammed Saeid      | 24 de diciembre de 1990 (34 años)  | 1    | 0     | IK Sirius                |
| 18  | MED  | Robel Asfaha        | 31 de enero de 1987 (38 años)      | 6    | 0     | Sundbybergs IK           |
| 19  | MED  | Alexander Andue     | 5 de junio de 1998 (27 años)       | 0    | 0     | IFK Stocksund            |
|     |      |                     |                                    |      |       |                          |
| 9   | DEL  | Henok Goitom        | 22 de septiembre de 1984 (40 años) | 8    | 1     | AIK Solna                |
| 10  | DEL  | Ali Sulieman        | 01 de enero de 2000 (25 años)      | 8    | 3     | Bahir Dar Kenema         |
| 12  | DEL  | Ezana Kahsay        | 16 de noviembre de 1994 (30 años)  | 1    | 0     | Chełmianka Chełm         |
| 15  | DEL  | Ermias Tekie Simon  | 29 de septiembre de 1986 (38 años) | 6    | 0     | Hallonbergens IF         |